# Neuendorf-Sachsenbande
Neuendorf-Sachsenbande település Németországban, Schleswig-Holstein tartományban. Lakosainak száma 438 fő (2023. december 31.).

## Népesség
A település népességének változása:
| Lakosok száma | 462  | 443  | 432  | 434  | 438  |
|               | 2017 | 2019 | 2021 | 2022 | 2023 |